# NGC 3686
NGC 3686 (другие обозначения — UGC 6460, MCG 3-29-51, ZWG 96.49, IRAS11251+1729, PGC 35268) — спиральная галактика в созвездии Льва. Открыта Уильямом Гершелем в 1784 году.
Галактика наблюдается практически плашмя, присутствует слабо выраженный бар, признаков взаимодействия с другими галактиками не обнаружено.
Этот объект входит в число перечисленных в оригинальной редакции «Нового общего каталога». В 1980 году было проведено исследование в том числе и этой галактики фотометрическими и спектроскопическими методами. В частности, по параметрам кривой вращения масса галактики была определена как 3,2⋅1010 M⊙. Её кривая вращения лучше объясняется моделью, в которой распределение масс в галактике имеет форму сплюснутого, а не вытянутого сфероида, хотя обычно для галактик с баром ситуация обратная.
Галактика NGC 3686 входит в состав группы галактик NGC 3686. Помимо NGC 3686 в группу также входят ещё 22 галактики.